# Spondylus spinosus

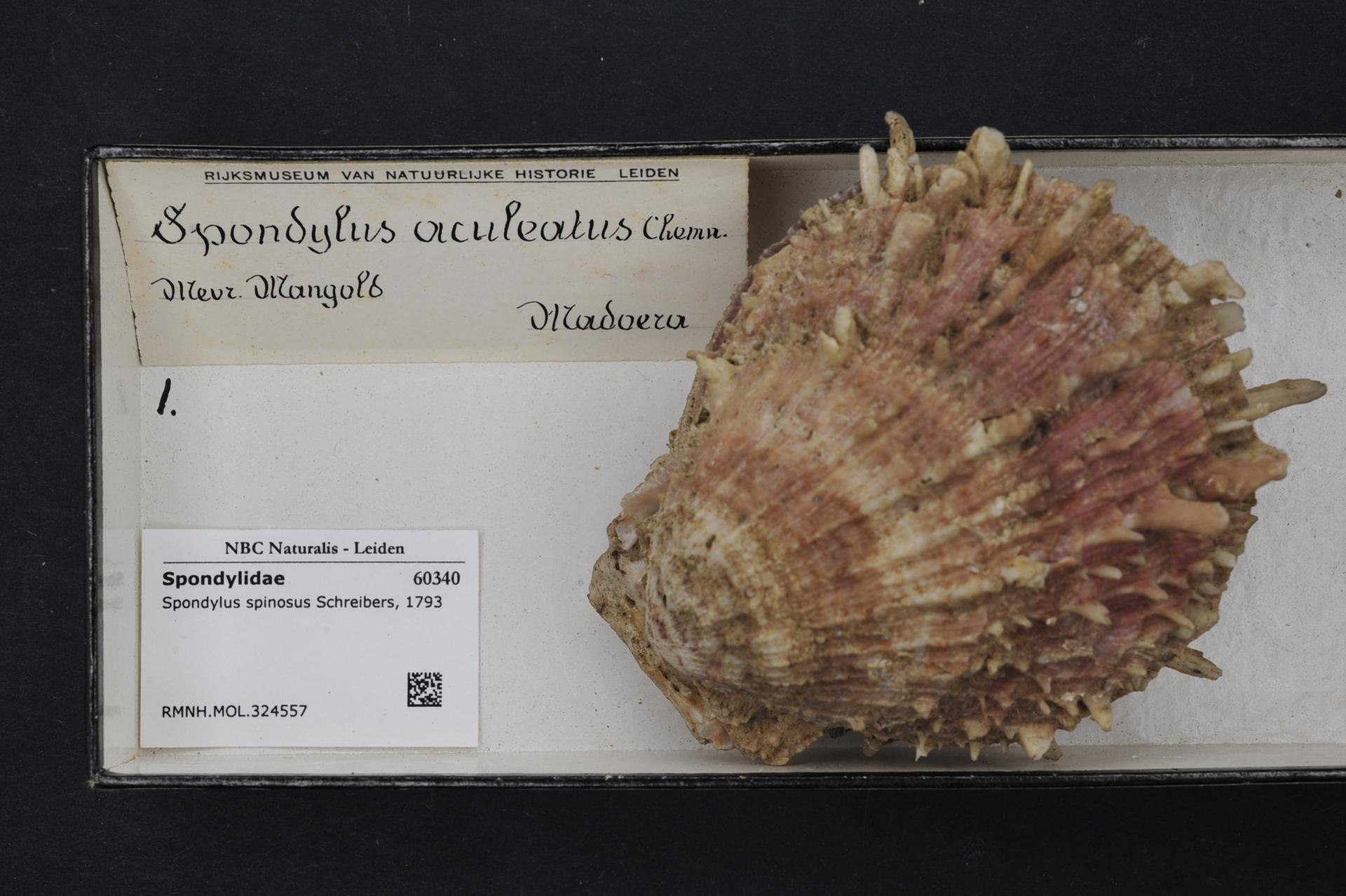
Spondylus spinosus Schreibers, 1793

Spondylus spinosus ist eine Muschel-Art aus der Familie der Spondylidae. Die indopazifische Art wurde durch Schiffstransport via Suezkanal in das östliche Mittelmeer verschleppt; die Art ist dort fest etabliert.

## Merkmale
Die stark ungleichklappigen Gehäuse werden bis 70 mm hoch; sie sind deutlich höher als lang. Die rechte, bauchige Klappe ist an das Substrat breitflächig anzementiert, die obere Klappe ist schwach gewölbt bis flach. Die Gehäuse sind nahezu gleichseitig und im Umriss etwas unregelmäßig rundlich bis oval. Dorsal sind zwei leichte Fortsätze (Ohren) ausgebildet. Allerdings fehlt im Adultstadium ein Byssusschlitz (nur im Juvenilstadium noch ausgebildet). Die Wirbel sind orthogyr. Im Adultstadium sind die Wirbel gewöhnlich aber abgerieben.
Das Ligament ist tief eingesenkt und ruht auf einem Resilifer (Ligamentträger). Die Schlossplatte ist gerade und relativ breit. Das Schloss besteht aus jeweils zwei etwa gleich großen Zähnen und zwei Gruben. Das Ligament liegt in der oberen Klappe zwischen den beiden Gruben, in der unteren Klappe zwischen den beiden Zähnen. Es ist nur ein großer, rundlicher Schließmuskel (der hintere) vorhanden, der etwas hinter der Mitte liegt. Die Mantellinie ist vollständig.
Die Schale ist dick und schwer. Sie besteht aus einer inneren und mittleren Kreuzlamellenschicht aus Aragonit und einer äußerem, kalzitischen Schicht mit einer foliaten Struktur. Die Ornamentierung besteht aus 6 bis 16 kräftigen, radialen Rippen mit dicht stehenden, kräftigen, angedrückten Dornen unterschiedlicher Länge. Die Zwischenräume (zwischen den Rippen) sind breit und meist glatt. Es können sich hier ein oder zwei sekundäre Rippen ausbilden, die kleinere Stacheln tragen. Die Rippen sind weiß, die Zwischenräume dunkelbraun. Die Klappen sind innen bläulich-weiß, die obere Klappe besitzt einen purpurroten Rand. Der innere Klappenrand ist fein gekerbt. Das Periostrakum ist vergänglich und blättert leicht ab.

## Unterschiede
Spondylus spinosus unterscheidet sich von der Lazarusklapper durch die Farbe der oberen Klappe und die Ornamentierung. Spondylus groschi aus Mosambik hat meist weniger Hauptrippen (6 bis 7) und unterscheidet sich auch in der Form und Farbe der Dornen.

## Geographische Verbreitung und Lebensraum
Die Art ist im Indopazifik inklusive des Roten Meeres weit verbreitet. Sie kommt seit den 1980er Jahren auch im östlichen Mittelmeer vor. 1988 wurden erste Exemplare an der Küste Israels gefunden. Nur wenige Jahre später wurde die Art auch vor der Küste des Libanon und in der Südtürkei nachgewiesen. Sie wurde vermutlich durch Schiffstransport via den Suezkanal in das Mittelmeer eingeschleppt.
Die Tiere leben anzementiert auf Hartgründen in einer Wassertiefe von 2 bis 40 m. Vor der Küste Israels besiedelt die Art den Kurkar-Sandstein, einen abgesunkener äolischen Sandstein. Hier ist Spondylus spinosus besonders mit Chama pacifica vergesellschaftet. In Tiefen von 20 bis 40 Metern bilden diese beiden Arten dichte Bestände. Bis zu 15 Exemplare von Spondylus spinosus pro m² wurden hier gezählt.

## Ontogenie und Lebensweise
Die Tiere sind getrenntgeschlechtlich. Die Geschlechtsprodukte werden ins freie Wasser abgegeben. Aus den kleinen Eiern entwickeln sich zunächst planktotrophe Trochophora-Larven, dann Veliger-Larven. Nach einer Metamorphose gehen sie zum Bodenleben über. Sie ernähren sich filtrierend. Am Mantelrand sind sogenannte Mantelaugen ausgebildet. Die Gehäuse sind in der Regel stark mit Aufsiedlern bewachsen. Werden die Muscheln von Stachelschnecken (Muricidae) angegriffen, öffnen sie ein wenig die Klappen und schließen sie schnell wieder. Dies soll vergleichbar sein mit der Fluchtreaktion durch Aufschwimmen bei den Kammmuscheln (Pectinidae).

## Taxonomie
Das Taxon wurde 1793 durch Karl Franz Anton von Schreibers in der noch heute gültigen Kombination Spondylus spinosus erstmals benannt. MolluscaBase wertet das Taxon als gültige Art. MolluscaBase nennt folgende Synonyme: Spondylus aculeatus Schröter, 1788 (ungültiges Taxon, da kein ursprünglich binominaler Name), Spondylus dentatus Chenu, 1844, Spondylus marisrubri Röding, 1798 (sehr häufiges, jüngeres Synonym), Spondylus proboscideus Schreibers, 1793, Spondylus ramosus Schreibers, 1793 und Spondylus savignyi Jousseaume, 1927.

## Meeresfrucht
Die Art wird an der Küste des Libanons von Tauchern gesammelt und an lokale Restaurants verkauft.